# Ikateq
 - Tidligere amerikanske militære installationer

Ikateq er en forladt flyveplads i Østgrønland nær Tasiilaq. hvor man under 2. verdenskrig byggede en amerikansk luftbase som led i de amerikanske forsvarsanlæg i Grønland: Bluie East Two (BE-2). Basen blev forladt i 1950'erne. Amerikanerne efterlod alt udstyr, biler, lastbiler, huse, møbler og tusindvis af olietønder, der stadig er der.

## Tiden under 2. verdenskrig
Efter at USA påtog sig ansvaret for forsvaret af Grønland i april 1941, opstod der et presserende behov for at etablere en flyveplads i området. Et B 24 bombefly fra RAF Reykjavík, kunne ikke identificere noget fladt område, der var egnet til de ønskede 5.000 fods landingsbaner.
I november 1941 fandt et rekognosceringshold et velegnet fladt område ved et sund, en inuit-beboelse med navnet Ikateq, 57 kilometer nord for Tasiilaq. Den 26. juli 1942 bragte en US forsyningsflotille byggemandskabet og byggemateriale til stedet, for at etablere en landingsbane med tilhørende faciliteter. Den 1. november begyndte BE-2-stationen at melde vejr fra det nye sted. Den 5.000 fods store grusbanefamilier stod færdig i 1943.
Omkring 800 soldater blev stationeret på basen. Grunden til den afsondrede placering var, at den grønlandske befolkning ikke skulle blive påvirket af de militære aktiviteter. Imidlertid var sundet et jagtområde for østgrønlænderne, der stadig overvejende levede som jægere. De kom nu i kontakt med den vestlige levemåde og bosatte sig i nærheden af basen og søgte der arbejde. Dette førte til økonomisk tilbagegang, da mændene ikke mere gik på jagt. En del kvinder fik børn med soldaterne.
Bluie East Two opnåede aldrig den fremtrædende plads i den transatlantiske lufttrafik, som oprindeligt var formålet med etableringen af basen, men den fungerede som en alternativ flyveplads, med vejrstation, navigationsstøtte og som eftersøgnings- og redningsstøttekapacitet. I 1943 blev flyvepladsen brugt til et bombetogt mod en tysk vejrstation ved Sabine Ø, 600 miles mod nord. Operationen mislykkedes på grund af vejret. Efter krigens slutning blev Bluie East Two betydningsløs og lukkede i 1947.

### Efter lukningen
Under Den kolde krig blev den forladte militærbase benyttet endnu engang som mellemled til at oprette Kulusuk Lufthavn i 1956. Også et fransk forskerteam benyttede basen som landingsplads for deres ekspeditionsrejser.
I de følgende år blev en stor del af efterladenskaberne plyndret af den grønlandske befolkning. En del af bygningerne blev genbrugt, som for eksempel diskoteket i Tasiilaq. Årtier senere var der stadig mange efterladte rustne køretøjer og 200.000 olietønder tilbage, som førte til omfattende miljøskader i sundet. Der var uenighed om hvem der havde ansvaret for at løse miljøproblemerne. Mens Danmark i FN krævede at USA sørgede for oprydningen på den tidligere militærbase, henviste de sig til en kontrakt fra 1951, hvor USA også tilbagevirkende ikke var forpligtet til, at efterlade de benyttede områder i en original tilstand.
Grønlands regering og Danmarks regering indgik i 2018 en politisk aftale om oprydning af to nedlagte USA militæranlæg ved Ikateq nær Tasiilaq og i Marraq ved Qeqertarsuatsiaat syd for Nuuk. Den danske regering afsatte 180 millioner til oprydningen, som er beregnet til at vare 6 år. I august 2019 begyndte oprydningsarbejdet i Ikateq, hvorved de første 10.000 olietønder blev fjernet.